# Запрошення для іноземців в Україну
Запрошення в Україну для нерезидентів держави (іноземців) — це документ, який оформлюється приймаючою стороною та надає іноземцю право перетинати кордон країни. Процедура отримання запрошення встановлюється та регулюється Державною прикордонною службою України.
Рішення про оформлення запрошень приймають начальники (або їх заступники) територіальних органів чи підрозділів ДМС України стосовно запрошення в Україну іноземців та осіб без громадянства юридичними та фізичними особами на території свого адміністративного обслуговування.

## Необхідні документи
Для оформлення запрошення до територіального органу чи підрозділу ДМС України за місцем свого проживання фізичні особи подають такі документи:
1. заяву фізичної особи для оформлення запрошення іноземцю чи особі без громадянства на отримання візи для в'їзду в Україну (додаток 1);
2. паспортний документ (після пред'явлення повертається) та копію його сторінок з особистими даними;
3. посвідку на постійне чи тимчасове проживання (після пред'явлення повертається) та копію її сторінок з особистими даними (якщо приймаючою стороною є іноземець чи особа без громадянства);
4. копію сторінки паспортного документа іноземця або документа, що посвідчує особу без громадянства, з особистими даними особи, що запрошується, з перекладом українською мовою, засвідченим у встановленому порядку;
5. інформацію, що підтверджує наявність достатнього фінансового забезпечення для покриття витрат, пов'язаних з перебуванням іноземця та особи без громадянства на території України.

Для оформлення запрошення до територіального органу чи підрозділу ДМС України за місцем своєї реєстрації юридичні особи подають такі документи:
1. клопотання юридичної особи для оформлення запрошення іноземцю чи особі без громадянства на отримання візи для в'їзду в Україну (додаток 2);
2. копію витягу з Єдиного державного реєстру юридичних осіб та фізичних осіб-підприємців;
3. копію розпорядчого документа (наказу, витягу з протоколу, доручення) про призначення працівників, які відповідають за оформлення документів іноземцям та особам без громадянства, засвідчену в установленому законодавством порядку;
4. паспортний документ (після пред'явлення повертається) та копію його сторінок з особистими даними керівника юридичної особи чи уповноваженої особи;
5. копію сторінки паспортного документа іноземця або документа, що посвідчує особу без громадянства, з особистими даними особи, що запрошується, з перекладом українською мовою, засвідченим у встановленому порядку;
6. інформацію, що підтверджує наявність достатнього фінансового забезпечення для покриття витрат, пов'язаних з перебуванням іноземця та особи без громадянства на території України.[1]